# Николасзе (район Берлина)
Николасзее (нем. Nikolassee) — район в шестом (после реформы 2001 года) административном округе Берлина Штеглиц-Целендорф.

## Географическое положение
Граничит с районами своего округа: Ванзе на западе, Шлахтензе и Целендорфом на востоке. К северу район граничит с Груневальдом (округ Шарлоттенбург-Вильмерсдорф). По реке Хафель проходит граница с районами Гатов и Кладов округа Шпандау. К югу от района находится коммуна Клайнмахнов (район Потсдам-Миттельмарк, земля Бранденбург).
Через район проходит федеральная трасса B1, соединяющая на этом участке центр Берлина и город Потсдам. В Николасзе расположен открытый в 1907 году пляж Ванзе на восточном берегу озера Гросер-Ванзе — один из крупнейших в Европе пляжей на внутреннем водоёме.

## История
Территория современного Николасзе до XX века входила в состав поместья Гут-Дюппель. В 1900 году участок был приобретён компанией Heimstätten-AG, и с 1901 года на нём началось строительство района вилл, а на следующий год была построена железнодорожная станция Николасзе. В 1910 году Николасзе получил статус независимой сельской общины. В том же году построена церковь, а в 1912 году — ратуша. Включён в муниципальные границы Большого Берлина в 1920 году, в 1930-е годы расширен на восток за счёт присоединения общины Воннегаувиртель.
В период Холодной войны входил в состав Американского сектора Западного Берлина. По южной границе района с коммуной Клайнмахнов проходила также и граница с советским сектором, с 1961 по 1989 год по границе проходила Берлинская стена. На нынешнем маршруте А115 с 1969 года находился чекпойнт Браво. С 1950 по 1974 год в Николасзе находилась станция радиорелейной связи, задачей которой была поддержка связи с территорией ФРГ. После постройки станции радиорелейной связи в районе Фронау нужда в станции в Николасзе отпала, и в 1974 году её мачты были демонтированы.
С 2020 года часть района отошла к вновь образованному, восьмому, району округа — Шлахтензе.

## Транспортное сообщение
В районе расположена одноимённая станция Берлинской городской электрички, на которой останавливаются поезда, следующие по маршрутам S1 и S7.
Через район проходит федеральная трасса B1, а также региональный маршрут A115.

## Демография[3]
| Год  | Число жителей |
| ---- | ------------- |
| 2007 | 15.865        |
| 2010 | 16.073        |
| 2011 | 16.194        |
| 2012 | 16.151        |
| 2013 | 16.151        |
| 2014 | 16.076        |

| Год  | Число жителей |
| ---- | ------------- |
| 2015 | 15.995        |
| 2016 | 16.143        |
| 2017 | 16.653        |
| 2018 | 16.662        |
| 2019 | 16.695        |
| 2020 | 11.642        |

## Галерея

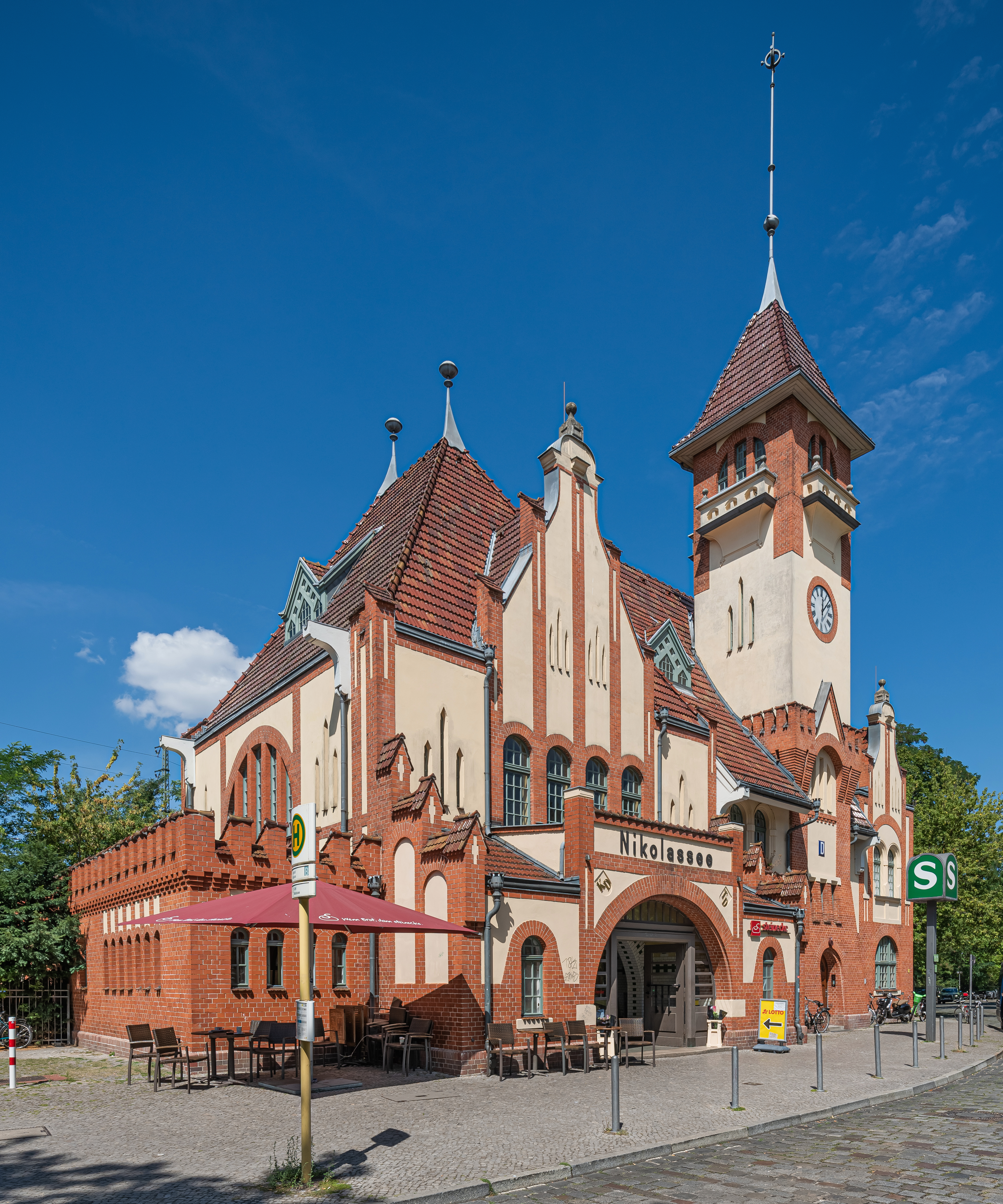
Станция S-Bahn Николасзее
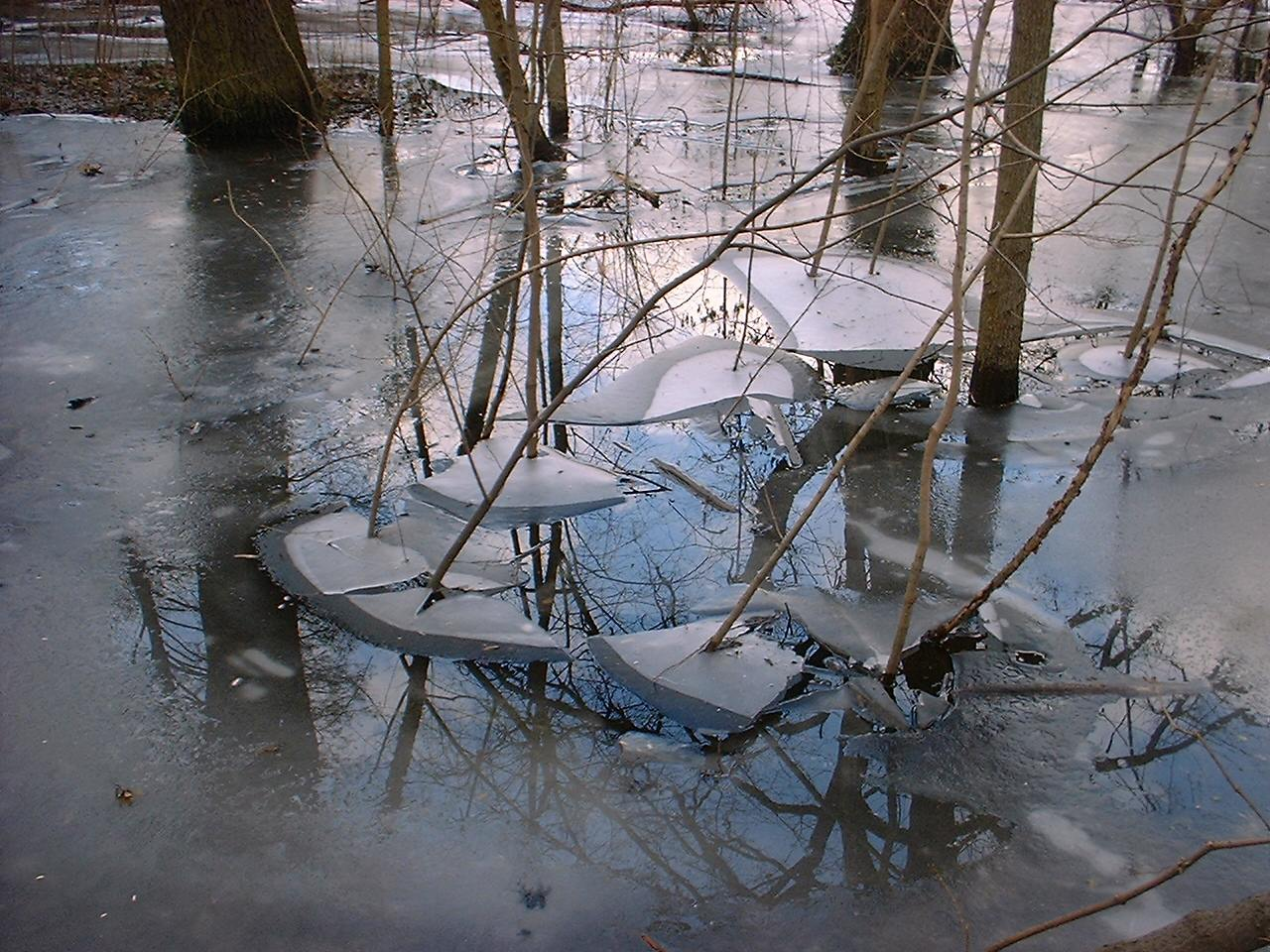
Лёд на озере Николасзее
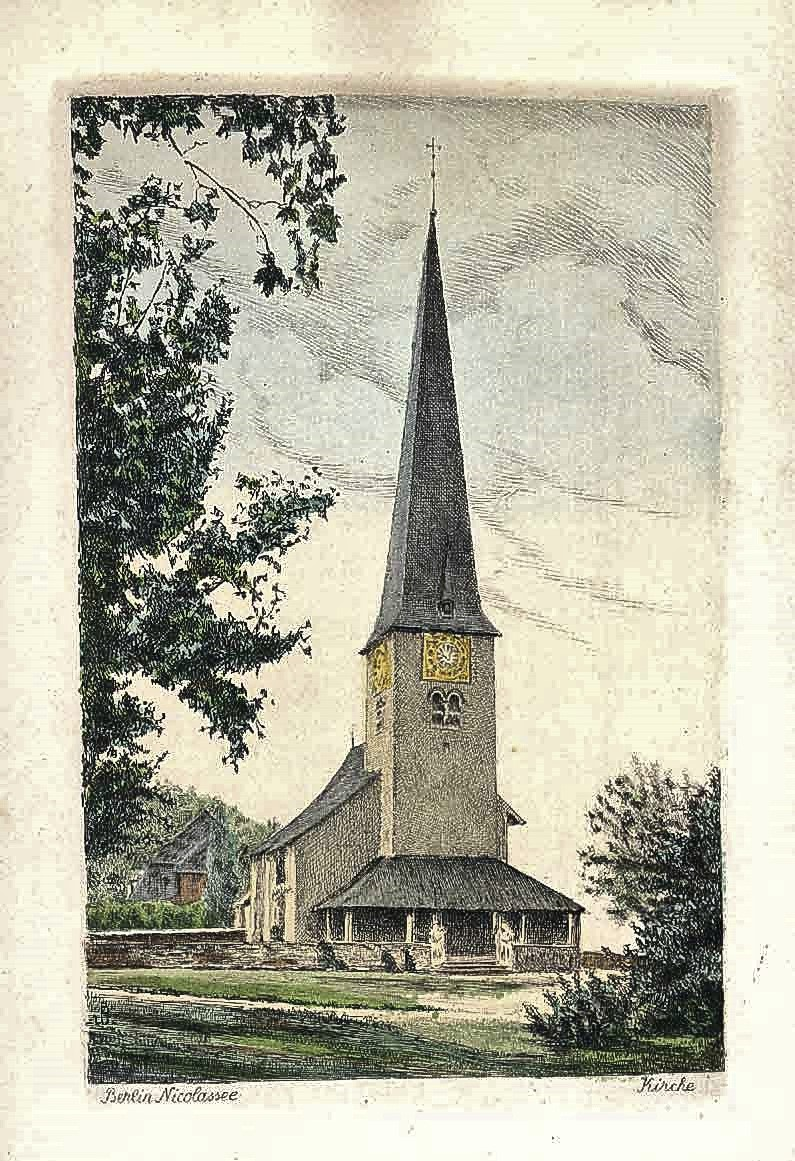
Евангельская церковь Николасзее